# Csonka (automóviles)
Csonka János Automobilgyár fue un fabricante de automóviles austro-húngaro, que operó entre 1900 y 1912.

## Historia
La empresa Csonka fue fundada por el ingeniero húngaro János Csonka y comenzó a producir automóviles en Budapest en 1900. Unos años antes, y basado en la patente de Karl Benz, en 1893 Csonka y su colega Donát Bánki habían mejorado y desarrollado el primer carburador moderno del mundo. Csonka fabricó automóviles de turismo, triciclos motorizados y furgonetas. 
Csonka había diseñado anteriormente algunas furgonetas pequeñas que habían sido fabricadas por la empresa Ganz, pero en 1909 partió por su cuenta y fabricó algunos coches únicos. En ese mismo año se introdujo el primer automóvil de producción en serie que tenía un motor de un solo cilindro y fue el primer automóvil húngaro en tener eje de transmisión. Este fue seguido en 1911 por un modelo más grande de 8 HP, refrigerado por agua. La mayoría de los automóviles se construyeron con carrocerías de dos plazas y radiadores circulares.
János Csonka dejó la fabricación de automóviles en 1912 y cerró las puertas de la fábrica; el ingeniero volvió a trabajar en la Universidad Técnica de Budapest. Cuando finalizó la producción de automóviles Csonka, el número total de producción superó las 150 unidades.

## Algunos modelos

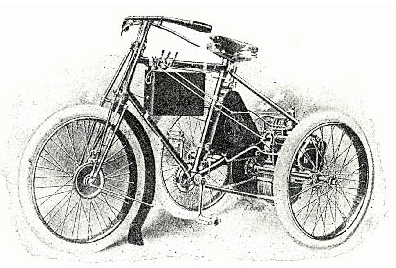
Triciclo motorizado de 1900.
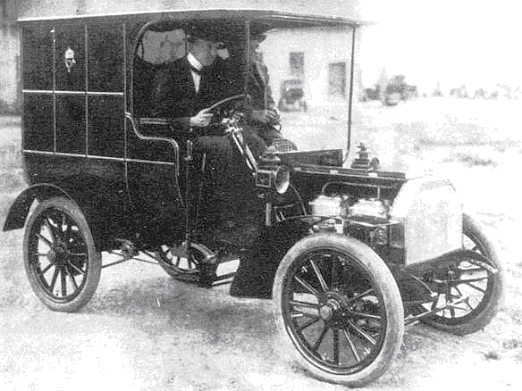
Furgoneta de 1905.
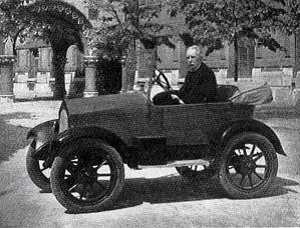
Automóvil roadster de 1909 con motor monocilíndrico; János Csonka está al volante.